# ماتیاس سامر
ماتیاس سامر(به آلمانی: Matthias Sammer)(زاده: ۵ سپتامبر ۱۹۶۷ - درسدن، آلمان شرقی) بازیکن فوتبال و هافبک اهل آلمان شرقی بود که از سال ۱۹۸۶ میلادی عضو تیم ملی فوتبال آلمان شرقی بوده‌است. وی در ۲۳ بازی ملی حضور داشته و در بازی‌های ملی‌اش ۶ گل به ثمر رساند. ماتیاس سامر آخرین بازی ملی خود برای آلمان شرقی را در سال ۱۹۹۰ میلادی انجام داد و پس از آن در پی اتحاد دو آلمان، عضو تیم ملی آلمان (آلمان متحد) شد. آخرین بازی ملی ماتیاس سامر در سال ۱۹۹۸ بود.

## دوران باشگاهی
سامر فوتبال خود را در آلمان شرقی در دینامو درسدن آغاز کرد و در زمستات 1985 به همراه این تیم به ایران سفر کرد و بازی دوستانه با تیم ملی ایران انجام داد .
```
وی به غیر از یک دوره کوتاه بازی در 
اینتر میلان
، در آلمان بازی کرد و آخرین تیم وی نیز 
بوروسیا دورتموند
 بود که با کاپیتانی سامر با شکست ۱ ـ ۳ 
یوونتوس
، به جام اروپای ۱۹۹۷ دست یافت وی همچنین با بروسیا دورتموند  ۲ بار قهرمان 
بوندسلیگا
 شد.
```

## تیم ملی
سامر تنها بازیکن بزرگ تاریخ فوتبال آلمان است که در دو تیم ملی آلمان بازی کرده است.  وی در دوران جنگ سرد که آلمان به دو کشور (آلمان غربی و آلمان شرقی) تقسیم شده بود برای آلمان شرقی ۲۳  بار به میدان رفت و ۶ بار دروازه رقبا را گشود . بعد از فروپاشی دیوار برلین و اتحاد دو آلمان تنها یک بازیکن  از  آلمان شرقی به تیم ملی فوتبال آلمان  دعوت شد و او کسی نبود جز ماتیاس سامر چرا که از کیلومترها فاصله می‌شد تشخیص داد که این بازیکن ستاره‌ی آلمان در رقابت‌های یورو۹۶ در انگلیس خواهد بود. سامر که در پست لیبرو تیم آلمان بازی می‌کرد موفق شد تیم پیرو سالخورده آلمان را به افتخار برساند.
سامر، اسطوره اسبق باشگاه بوروسیا دورتموند مرتباً از خط دفاع به خط حمله در حال حرکت بود که توانست در همان تورنمنت دو گل بسیار سرنوشت‌ساز به ثمر برساند. او یکی از گل‌هایش را در بازی تأثیرگذار مرحله یک چهارم نهایی برابر تیم پرقدرت و خطرناک کرواسی به ثمر رساند تا قدرت خودش را بیش از پیش به نمایش بگذارد. 
سامر آلمان را تا قهرمانی در آن جام که برابر جمهوری چک به دست آمد هدایت کرد و در نهایت به عنوان بهترین بازیکن جام انتخاب شد. او سپس توپ طلای فوتبال را هم برد تا پس از فرانس بکن بائر که در سال ۷۶ این افتخار را به دست آورد، به عنوان مدافعی دیگر، این جایزه را به خود اختصاص دهد. سامر نقش مهمی در یورو ۹۲ هم ایفا کرد هر چند که آلمان در فینال به دانمارک باخت.
سامر دو بار به همراه آلمان در جام ملت‌های اروپا شرکت کرد و هر دو بار با این تیم به فینال رسید . ماحصل حضور سامر در تیم ملی آلمان ۵۱ بازی و ۸ گل‌زده است.  در یورو ۹۶ خط دفاعی آلمان همان خط دفاعی قدرتمند بروسیا دورتموند بود.
اشتفان رویتر– یورگن کولر و ماتیاس سامر بازیکنان خط دفاعی آلمان در یورو ۹۶ بودند و از ارکان مهم قهرمانی آلمان در این جام بودند . همین سه نفر به همراه دورتموند جام باشگاه‌های اروپا و جام بین قار ه‌ای را در سال ۹۷ فتح کردند . 
ماتیاس سامر پس از مصدومیت شدیدی که برای زانویش به وجود آمد مجبور شد در سال ۹۸ و در ۳۱ سالگی از فوتبال خداحافظی کند .

## به عنوان سرمربی
دو سال پس از مصدومیتش تصمیم به مربیگری گرفت و در سال ۲۰۰۰ سر مربی بروسیا دورتموند شد و موفق شد در سال ۲۰۰۲ بوندسلیگا را با بروسیا دورتموند فتح کند. جوان‌ترین مربی در طول تاریخ شد که به قهرمانی بوندس‌لیگا دست یافته بود. در همان سال با بروسیا دورتموند به فینال جام یوفا رسیدند که در فینال با نتیجه ۲-۳ مغلوب فاینورد هلند شدند.